# Cameraria caryaefoliella
Cameraria caryaefoliella là một loài bướm đêm thuộc họ Gracillariidae. Nó được tìm thấy ở Québec và Hoa Kỳ (bao gồm Georgia, Illinois, Florida, Kentucky, New York, Texas, Vermont, Wisconsin, Connecticut và Pennsylvania).
Sải cánh dài 6–7 mm. Có ba lứa một năm.
Ấu trùng ăn Carya species (bao gồm Carya cordiformis, Carya glabra, Carya illinoinensis, Carya olivaeformis, Carya ovata và Carya tomentosa) và Juglans species (bao gồm Juglans cinerea và Juglans nigra). Chúng ăn lá nơi chúng làm tổ.